# La mia via
La mia via (Going My Way) è un film del 1944 scritto e diretto da Leo McCarey.

## Trama
Il giovane reverendo O'Malley viene inviato dai superiori nella piccola e assonnata parrocchia di Saint Dominic, nei sobborghi di New York, per aiutare l'ormai anziano padre Fitzgibbon, che è lì da quaranta anni. Per non dare al vecchio sacerdote la sensazione di essere da sostituire perché inutile, O'Malley finge di mettersi ai suoi ordini e di assecondarlo. In breve tempo, facendo però di testa sua, O'Malley riesce a far rifiorire la parrocchia. Dove regnavano rabbia e rassegnazione, l'ugola d'oro del protagonista riporta serenità e voglia di vivere.
Essendo stato musicista O'Malley coinvolge i ragazzi della parrocchia in un coro. Non avendo però solo un repertorio di tradizionali canzoni religiosi non trova l'iniziale approvazione di padre Fitzgibbon che recatosi dal vescovo scopre la verità. Rattristatosene Fitzgibbon inizialmente vuole allontanarsi ma poi cambia idea grazie alle attenzioni del giovane reverendo.
La parrocchia ha gravi difficoltà economiche e con l'aiuto di Genevieve Linden, cantante al Metropolitan sua amica, O'Malley riesce a vendere alcune sue composizioni per rimpinguare le casse.
Quando le cose sembrano messe per il meglio e O'Malley sta per invitare padre Fitzgibbon a visitare l'anziana madre che non vede da quarant'anni la chiesa va a fuoco. Questa è una dura prova per la fede e la salute del vecchio prete.
La costanza dei protagonisti fa però superare anche questo momento ed il film si conclude quando O'Malley destinato ad aiutare altrove un altro anziano parroco si accomiata facendo incontrare Fitzgibbon con la madre.

## Riconoscimenti
- 1945 - Premio Oscar

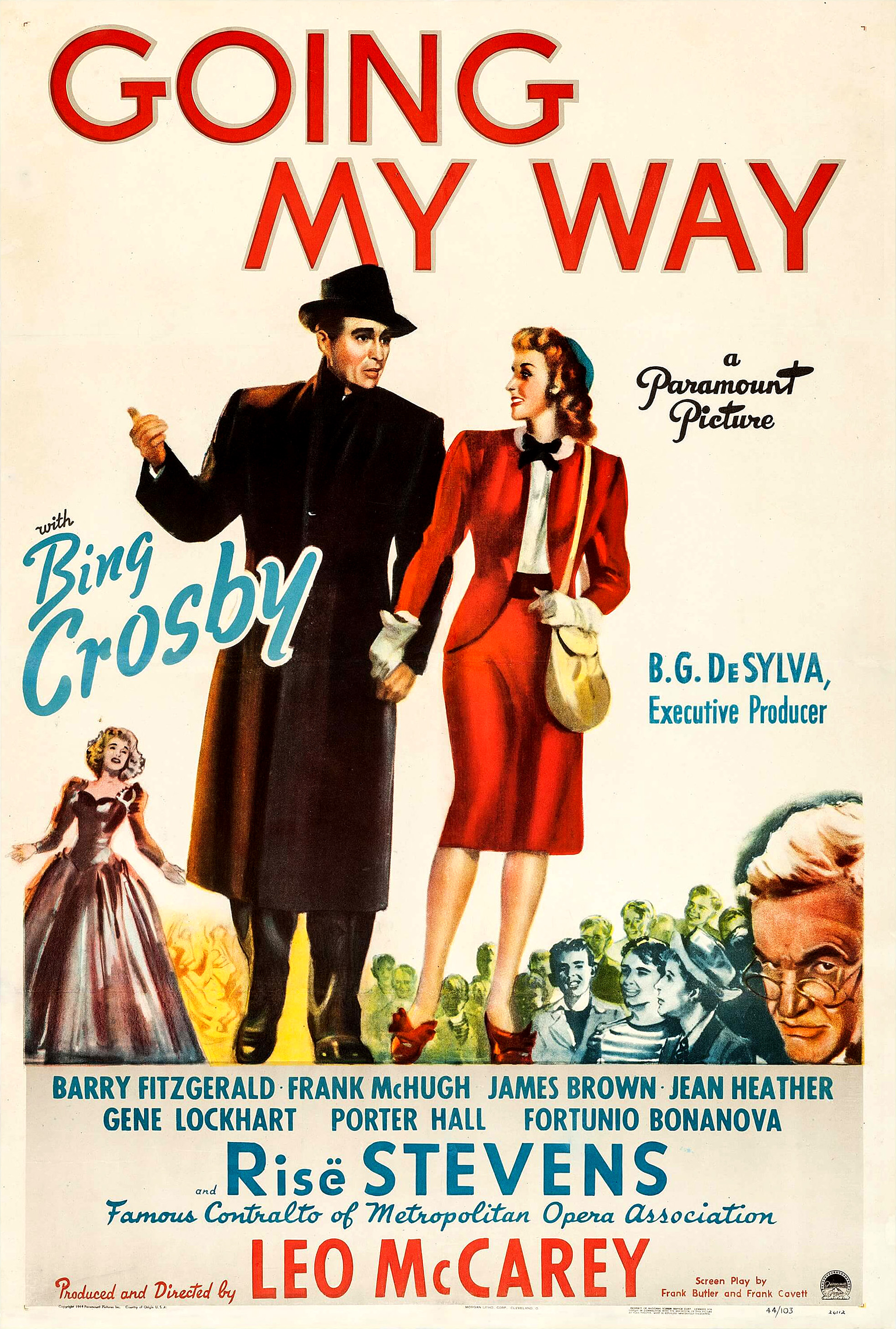
Locandina del film

  - Miglior film alla Paramount Pictures
  - Migliore regia a Leo McCarey
  - Miglior attore protagonista a Bing Crosby
  - Miglior attore non protagonista a Barry Fitzgerald
  - Migliore sceneggiatura non originale a Frank Butler e Frank Cavett
  - Miglior soggetto a Leo McCarey
  - Miglior canzone (Swinging on a Star) a Jimmy Van Heusen e Johnny Burke
  - Candidatura Miglior attore protagonista a Barry Fitzgerald
  - Candidatura Migliore fotografia a Lionel Lindon
  - Candidatura Miglior montaggio a LeRoy Stone
- 1945 - Golden Globe
  - Miglior film drammatico
  - Migliore regia a Leo McCarey
  - Miglior attore non protagonista a Barry Fitzgerald
- 1944 - National Board of Review of Motion Pictures
  - Migliori dieci film
- 1944 - New York Film Critics Circle Award
  - Miglior film
  - Migliore regia a Leo McCarey
  - Miglior attore protagonista a Barry Fitzgerald
- 1945 - Argentinean Film Critics Association Award
  - Miglior film straniero a Leo McCarey

Barry Fitzgerald vinse l'Oscar come miglior attore non protagonista ma fu candidato anche come miglior attore protagonista, unico caso nella storia degli Oscar.
Nel 2004 è stato scelto per la conservazione nel National Film Registry della Biblioteca del Congresso degli Stati Uniti.

## Doppiaggio
Il doppiaggio in italiano del film venne eseguito negli Stati Uniti nel 1944, da un gruppo di attori italo-americani.

## Serie televisiva
Il film generò una serie televisiva, Going My Way, trasmessa sulla ABC dal 1962 al 1963.